# Media torre

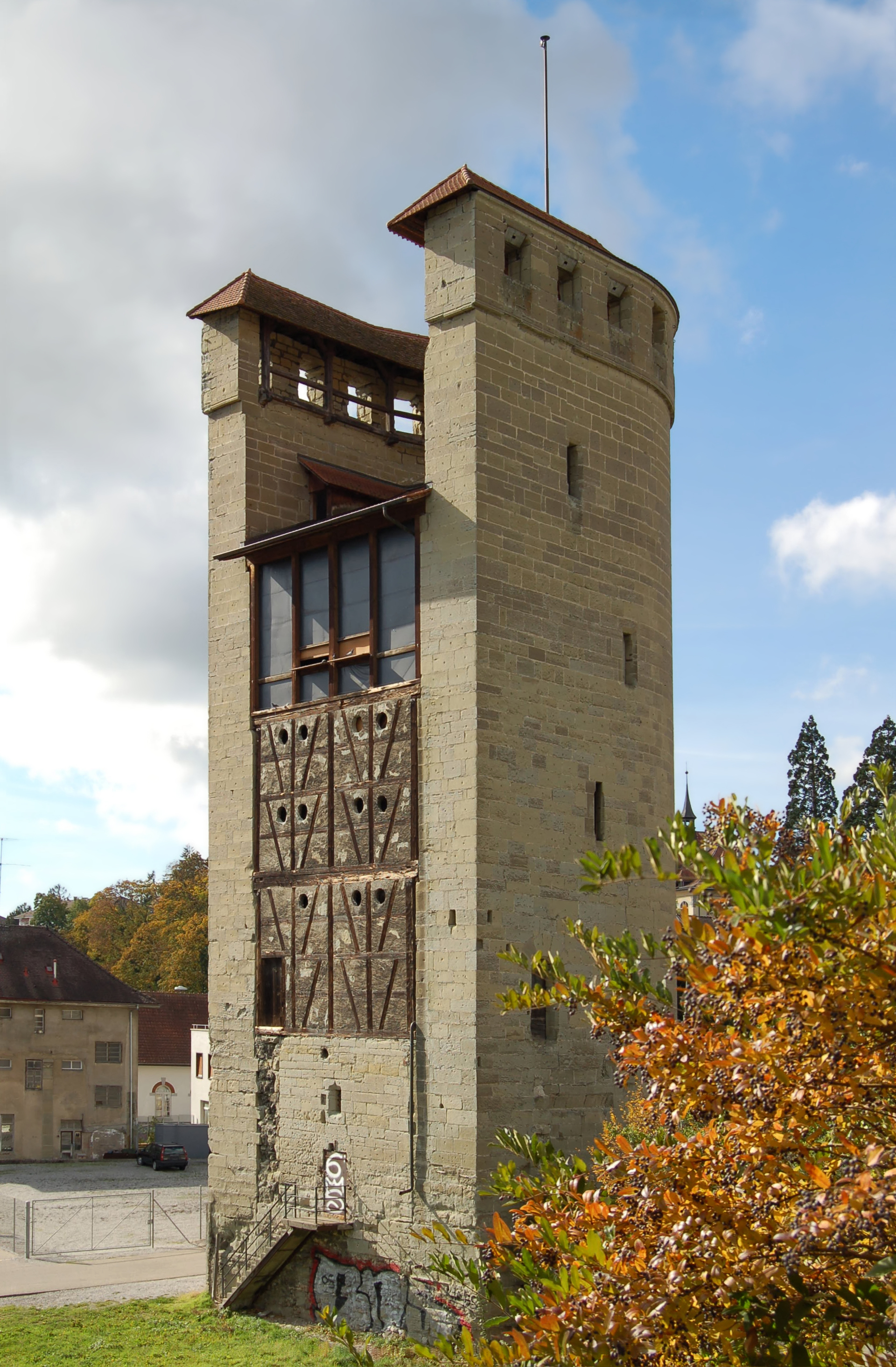
Schalenturm de Friburgo, Suiza.

Una torre abierta, media torre o torre de garganta abierta (en alemán: Schalenturm, Halbschalenturm o Schanzturm, en inglés: half tower, open tower o open-gorged tower) es una torre fortificada de piedra en un recinto exterior, que está abierta por su parte posterior o tiene una construcción más ligera en esa parte. Las torres de este tipo eran usadas, por ejemplo en murallas de una ciudad. El enemigo no podía encontrar refugio en estas torres al superar la primera muralla. Este tipo de construcción además presentaba la ventaja de ahorrar costes.

## Descripción

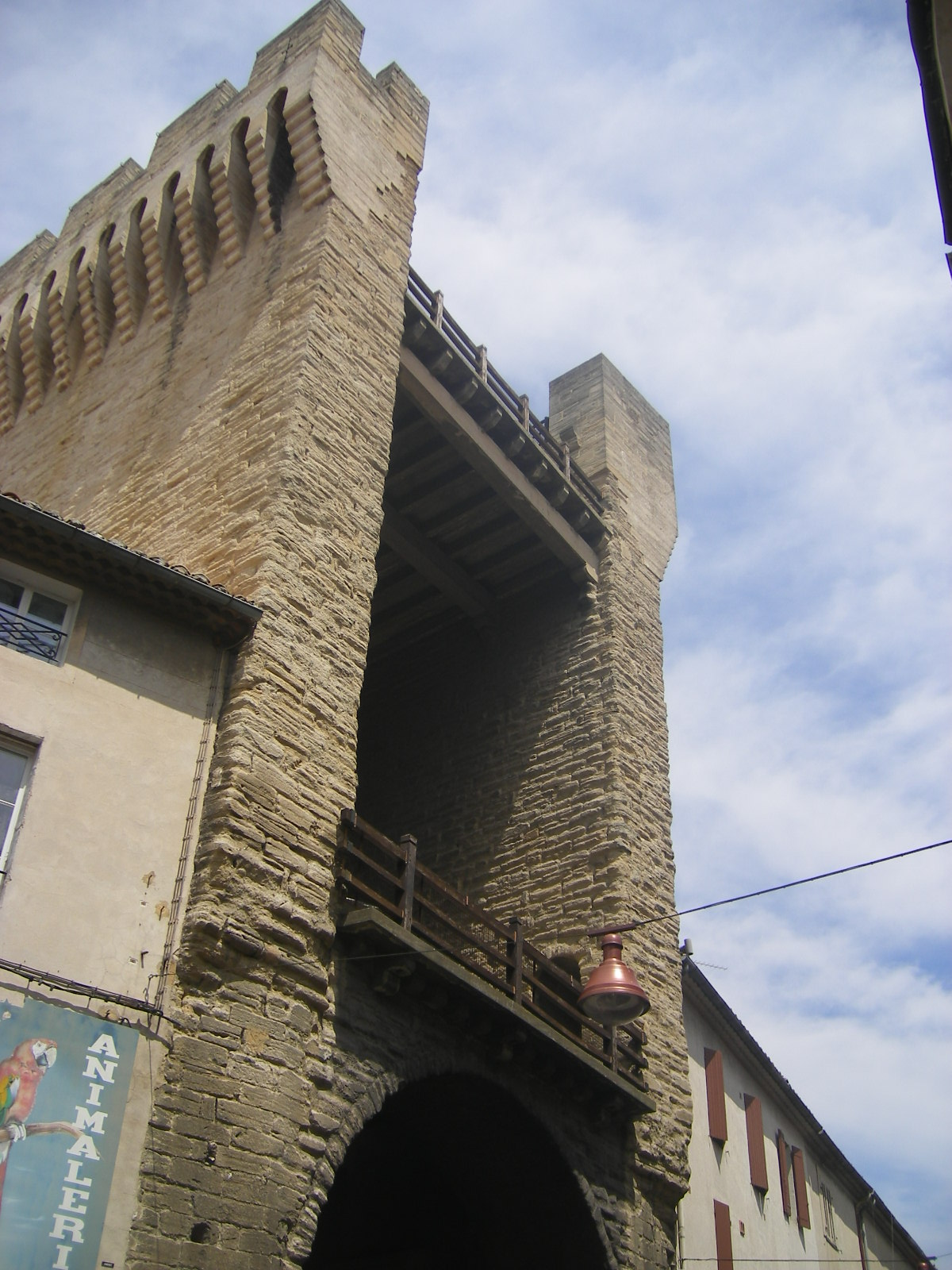
Porte d'Orange en Carpentras, Francia.

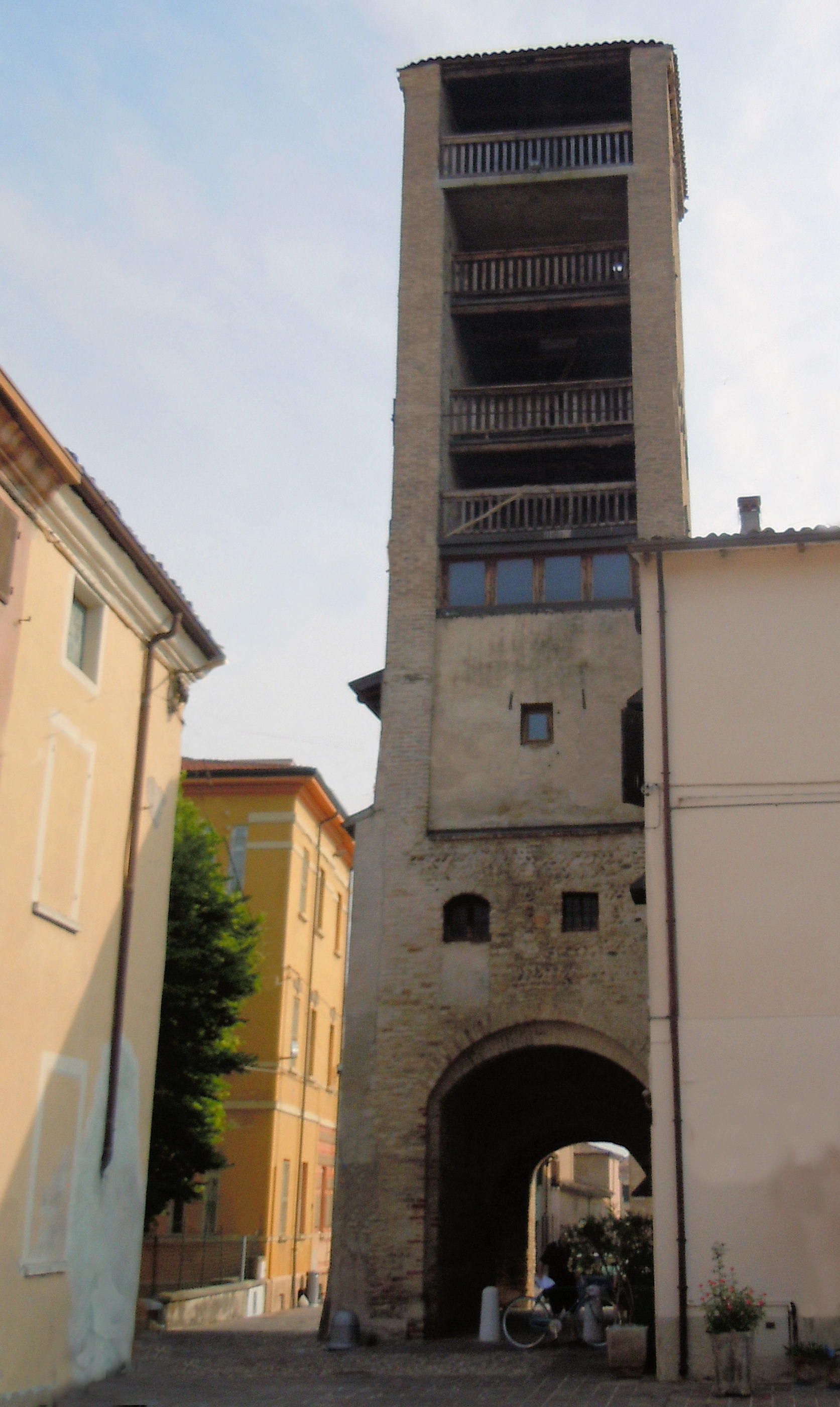
Torre en Medole, Italia.

Al contrario de las torres enteras, que estaban rodeadas completamente por muros, las medias torres estaban abiertas por el interior, hacia el lado de la ciudad o el castillo central. En este costado se colocaba una barandilla de madera en cada piso para evitar la caída de personas u objetos. El lado abierto estaba parcialmente cerrado con entramados ligeros de madera.
La mayoría de estas torres tienen planta semicircular, pero también las hay con planta cuadrangular.
Las torres que están completamente en la parte superior y trasera son en inglés open towers ("torres abiertas"), mientras que las que solo están abiertas en sus pisos inferiores (con el piso superior con techo y muros, por ejemplo) son partially open towers ("torres abiertas parcialmente").

## Ejemplos

### Italia
En Italia son conocidas como torre scudata. 
- Castillo de Gradara.
- Castillo de Medole.
- Castillo Scaligeri de Valeggio sul Mincio.
- Castillo Scaligeri de Villafranca di Verona.
- Torreón Visconti del Castell'Arquato.
- Cordovado.
- Murallas de Monteriggioni.
- Murallas Scaligeri de Soave.
- Ricetto de Candelo.

### Resto de Europa
Torres semicirculares
- Bergerschanzturm en Aquisgrán, Alemania.
- Endengerturm en Rapperswil, Suiza.
- Haldenturm en Rapperswil, Suiza.
- Karlsturm en Aquisgrán, Alemania.
- Schildturm en Aquisgrán, Alemania.
- Torre de Gänsbühl en Ravensburgo, Alemania.

Torres de muralla urbanas:
- Dinkelsbühl, Alemania.
- Bad Hersfeld, Alemania.
- Einbeck, Alemania.
- Friburgo, Suiza.

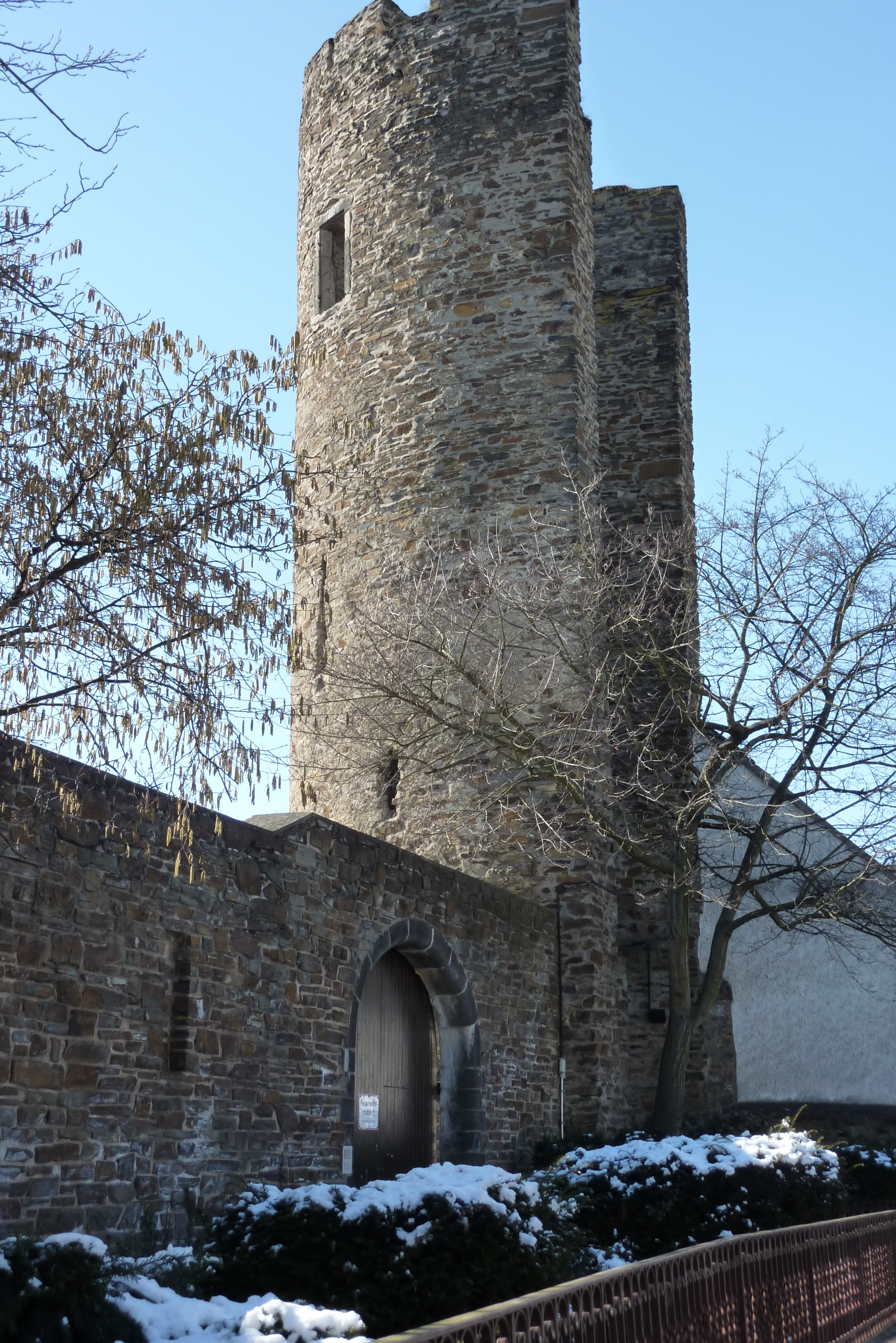
Bitzenturm, Ahrweiler.
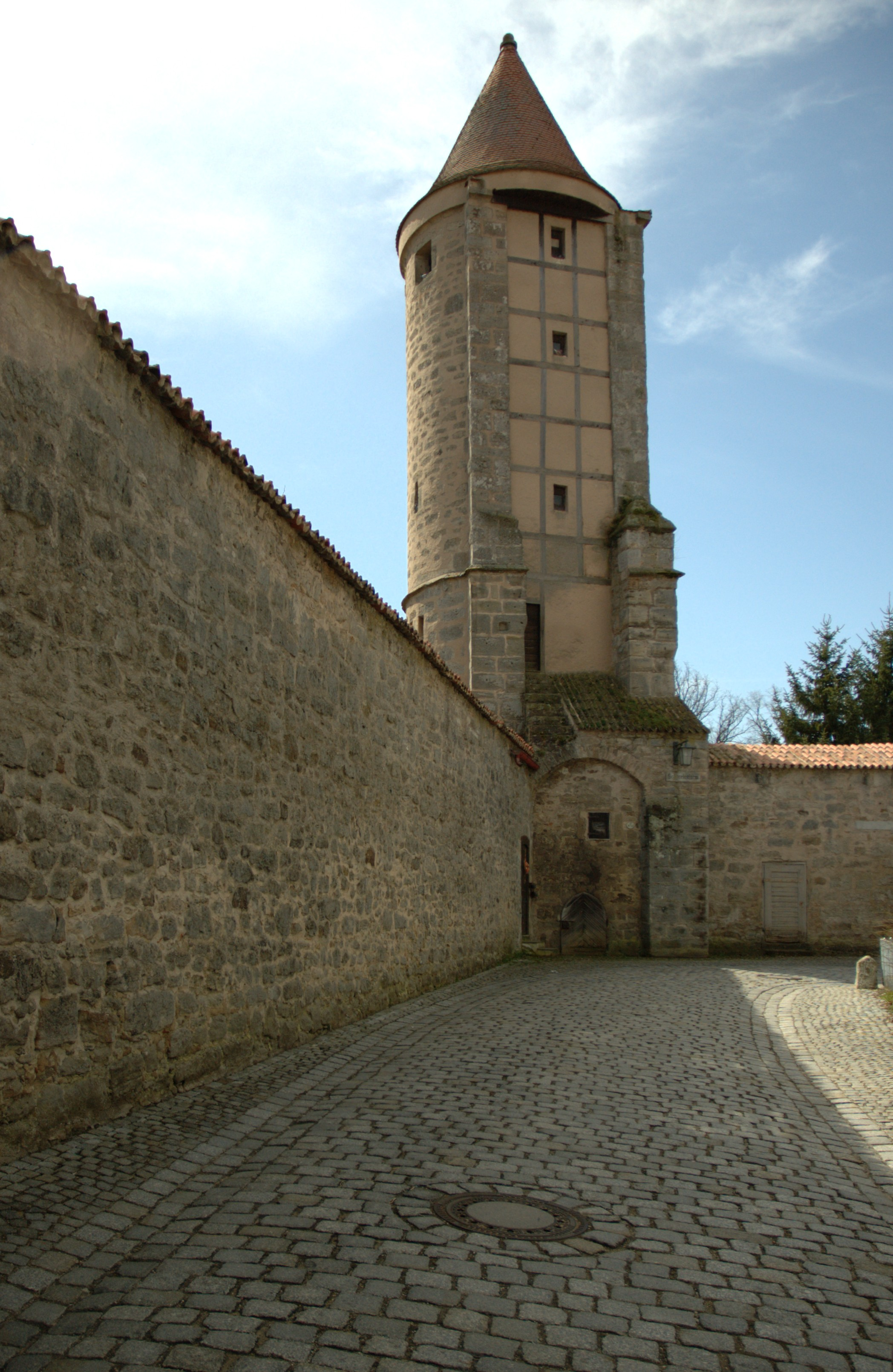
Denkelsbühl.
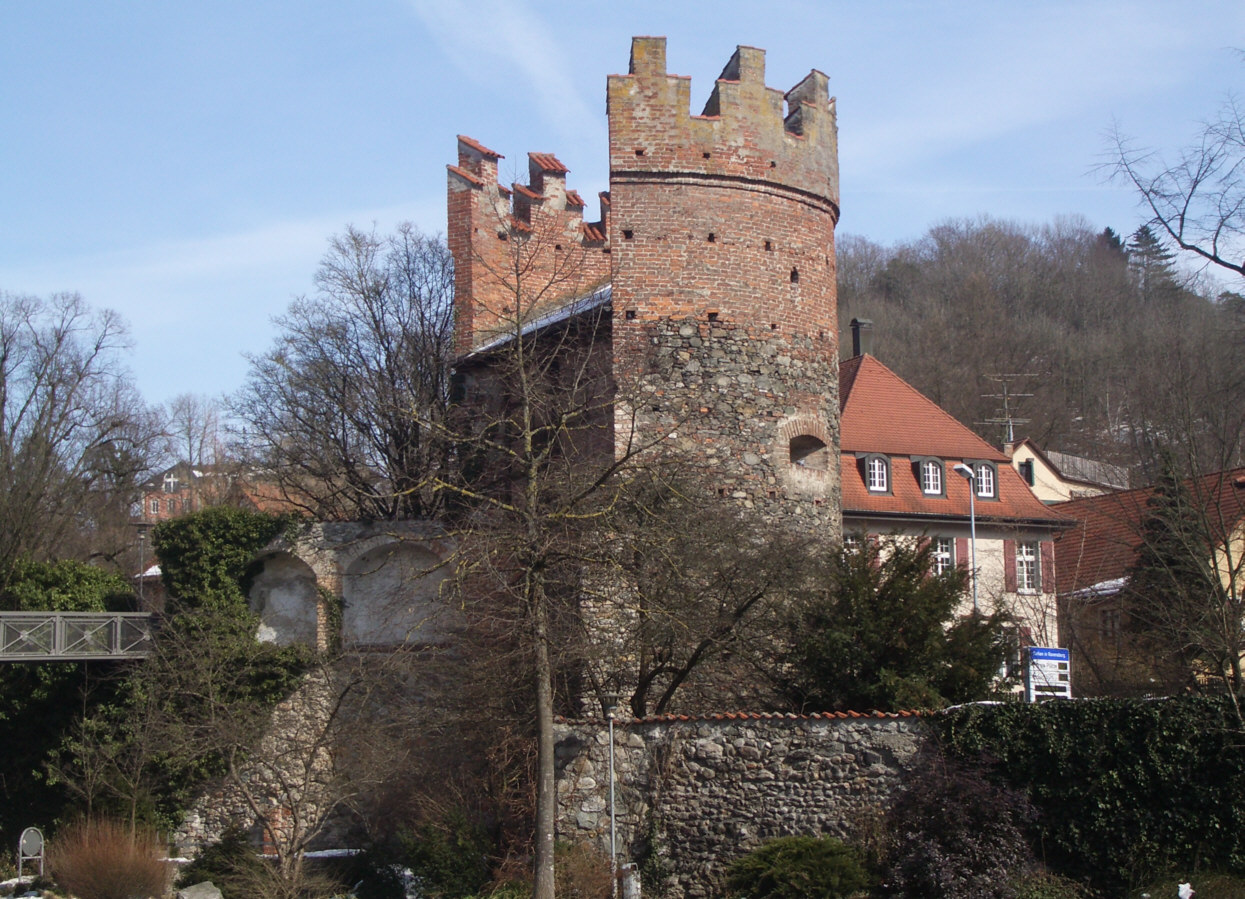
Ravensburg.
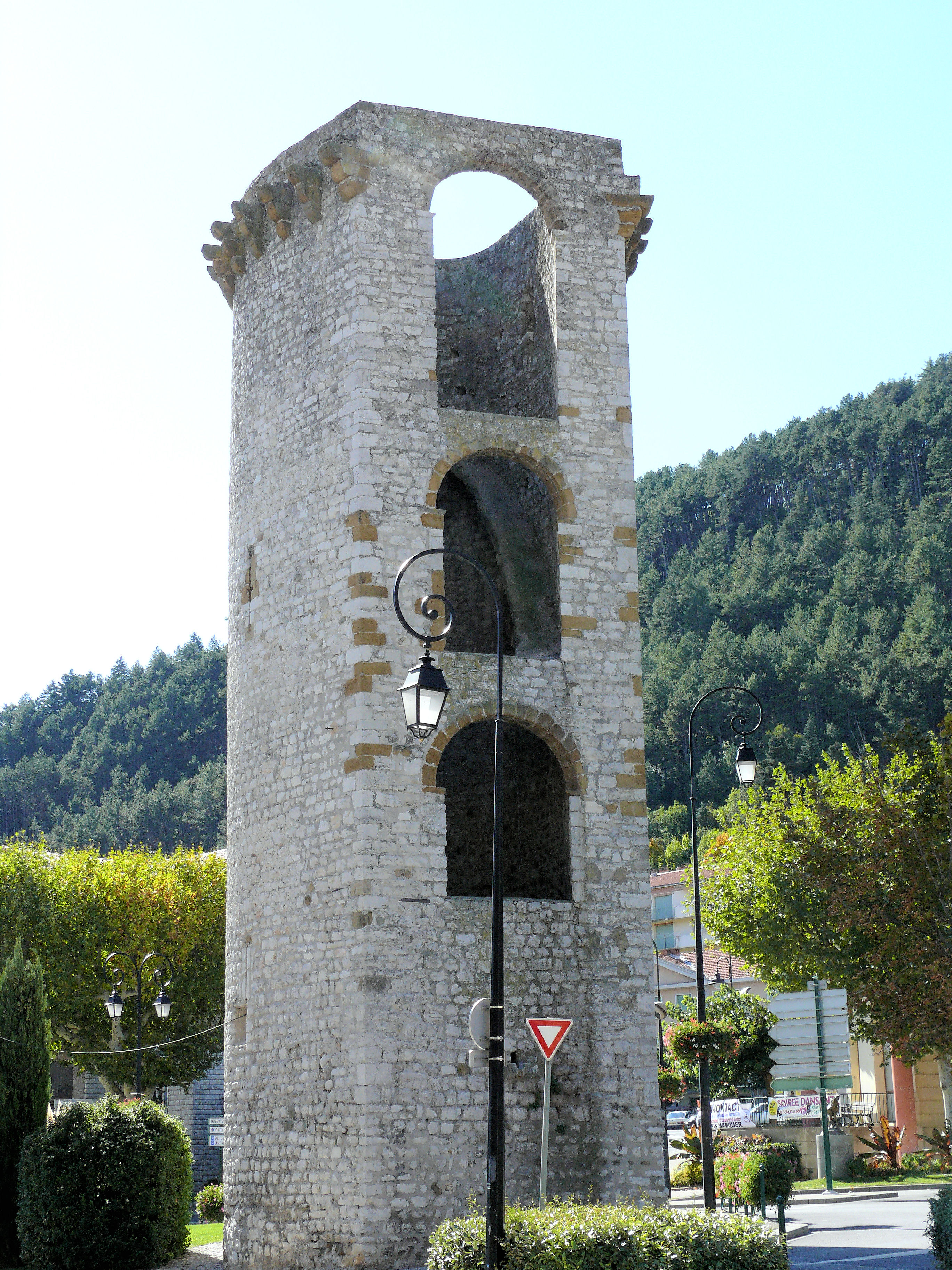
Sisteron (Francia meridional).

Torres cuadrangulares
- Krichelenturm en Aguisgrán, Alemania.
- Schänzchen en Aguisgrán, Alemania.
- Puerta de Orange en Carpentras, Francia.

Torres de muralla urbanas:
- Payerne, Suiza.
- Ston, Croacia.
- Głogów, Polonia.
- Avignon y Aigues-Mortes (Francia).

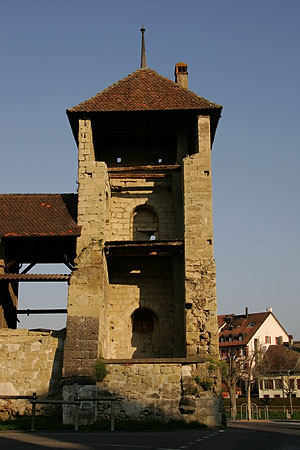
Payerne.
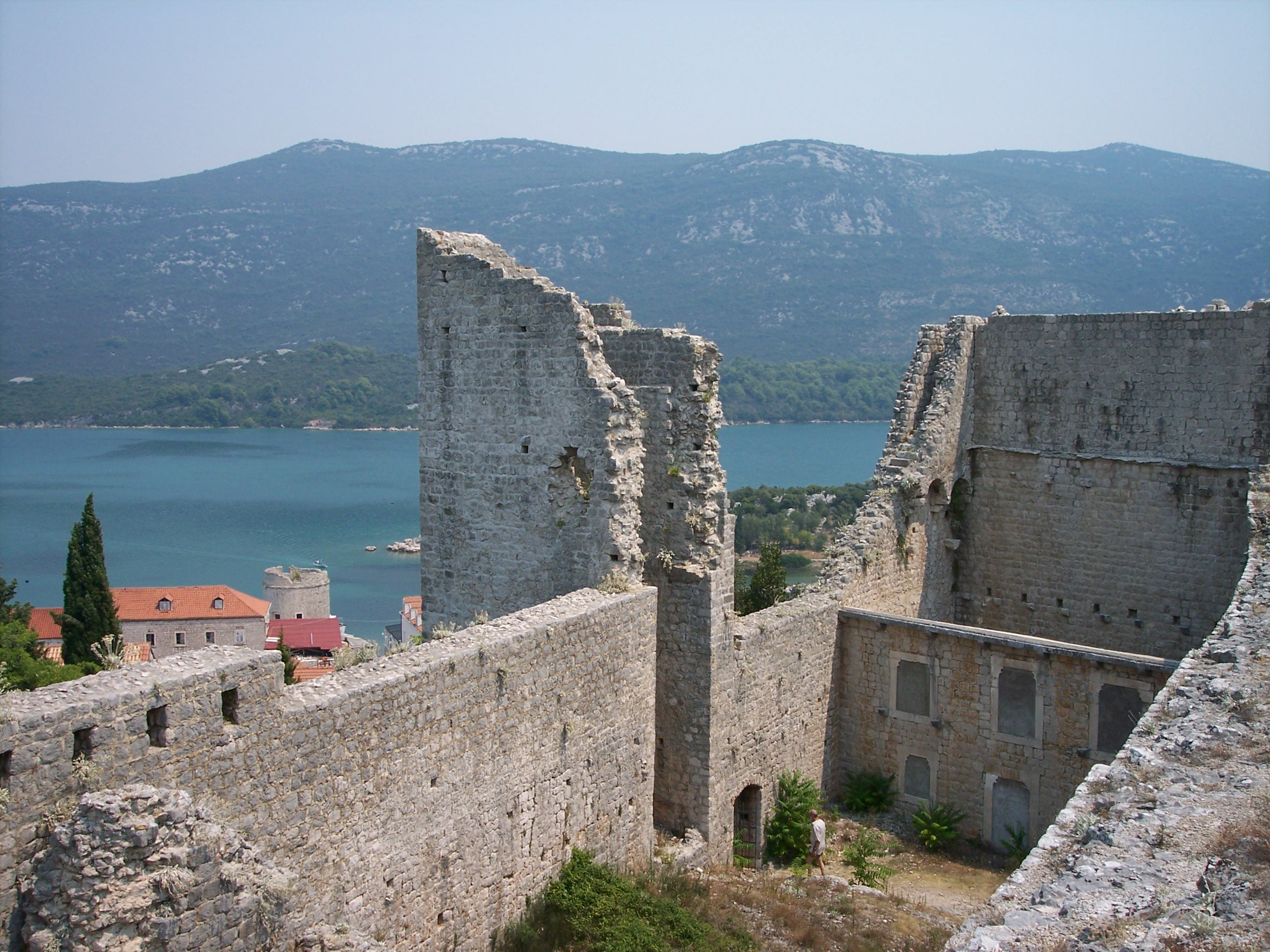
Ston.
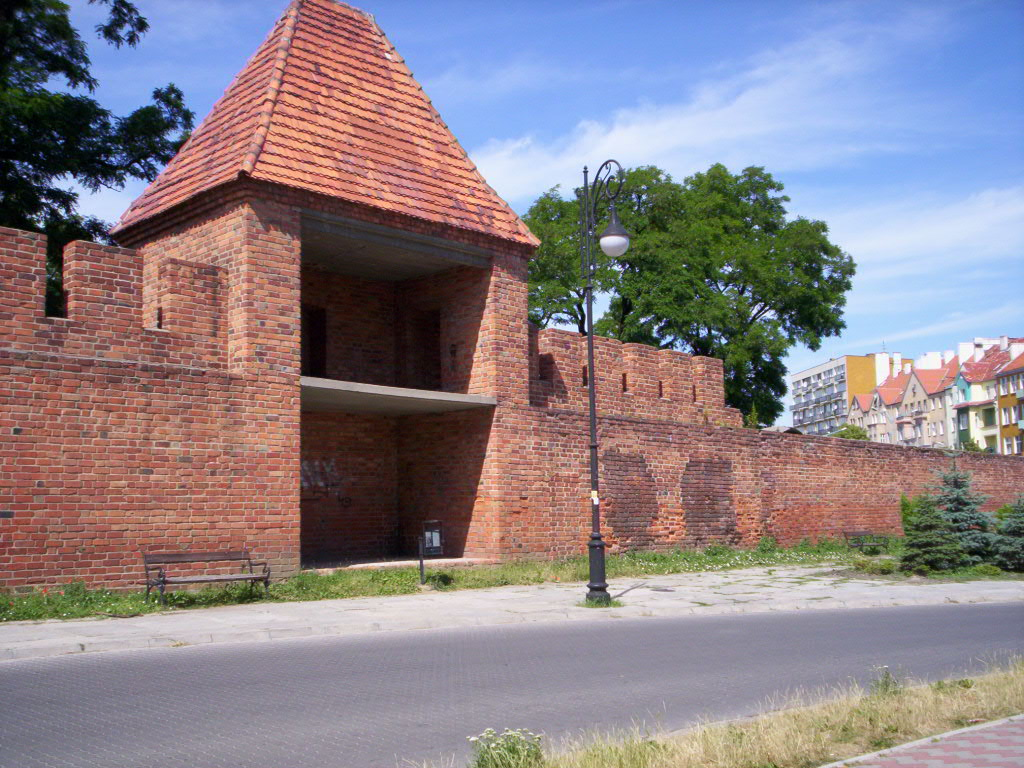
Głogów.
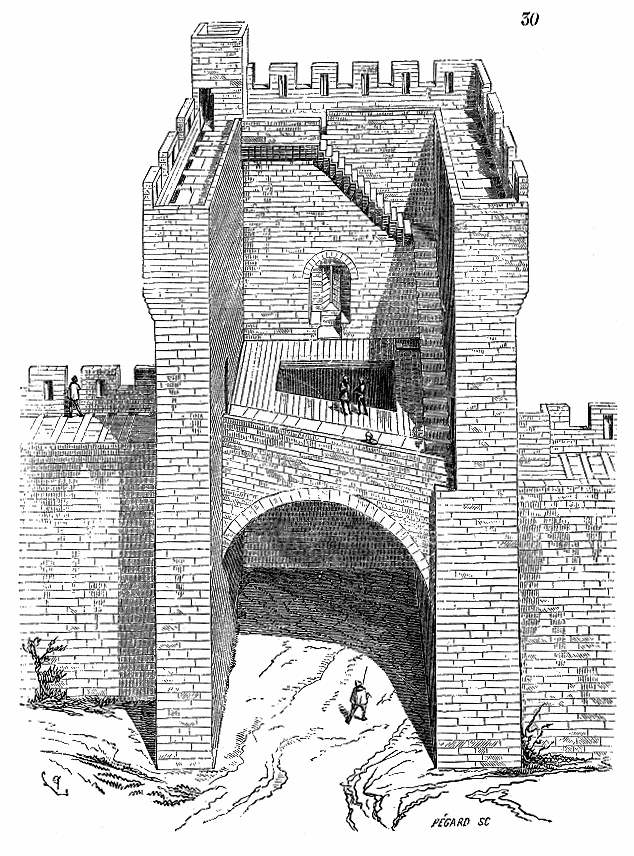
Torre en Avignon.